# 538
538(오백삼십팔)은 537보다 크고 539보다 작은 자연수다.

## 수학
- 합성수로, 그 약수는 1, 2, 269, 538이다. 진약수의 합은 272이므로, 538은 부족수다.
- {\displaystyle 538=3^{2}+23^{2}}
  - 서로 다른 두 소수(素數)의 제곱합으로 나타낼 수 있는 15번째 반소수다. 이 성질을 지닌 앞의 수는 533, 다음 수는 554다. (OEIS의 수열 A103558)

## 과학
- NGC 538(영어판): 고래자리 방향에 있는 막대나선은하.

## 교통

### 철도
- 수도권 전철 5호선 신금호역의 역번호.

### 도로
- 538번 미에현도(일본어판)
- 538번 시가현도(일본어판)
- 538번 홋카이도도(일본어판)
- 538번 효고현도(일본어판)
- 538번 후쿠오카현도(일본어판)

## 문화유산
- 대한민국의 보물 제538호: 홍성 오관리 당간지주
- 대한민국의 사적 제538호: 대구 경상감영지

## 방송
- 라디오 538(영어판, 네덜란드어판): 네덜란드의 라디오 방송국.

## 기타
- 연도: 538년, 기원전 538년
- 2016년 기준으로 미국 선거인단의 총 인원 수는 538명이다.